# Olympische Flamme von Paris 2024
Koordinaten: 48° 51′ 46″ N, 2° 19′ 46″ O

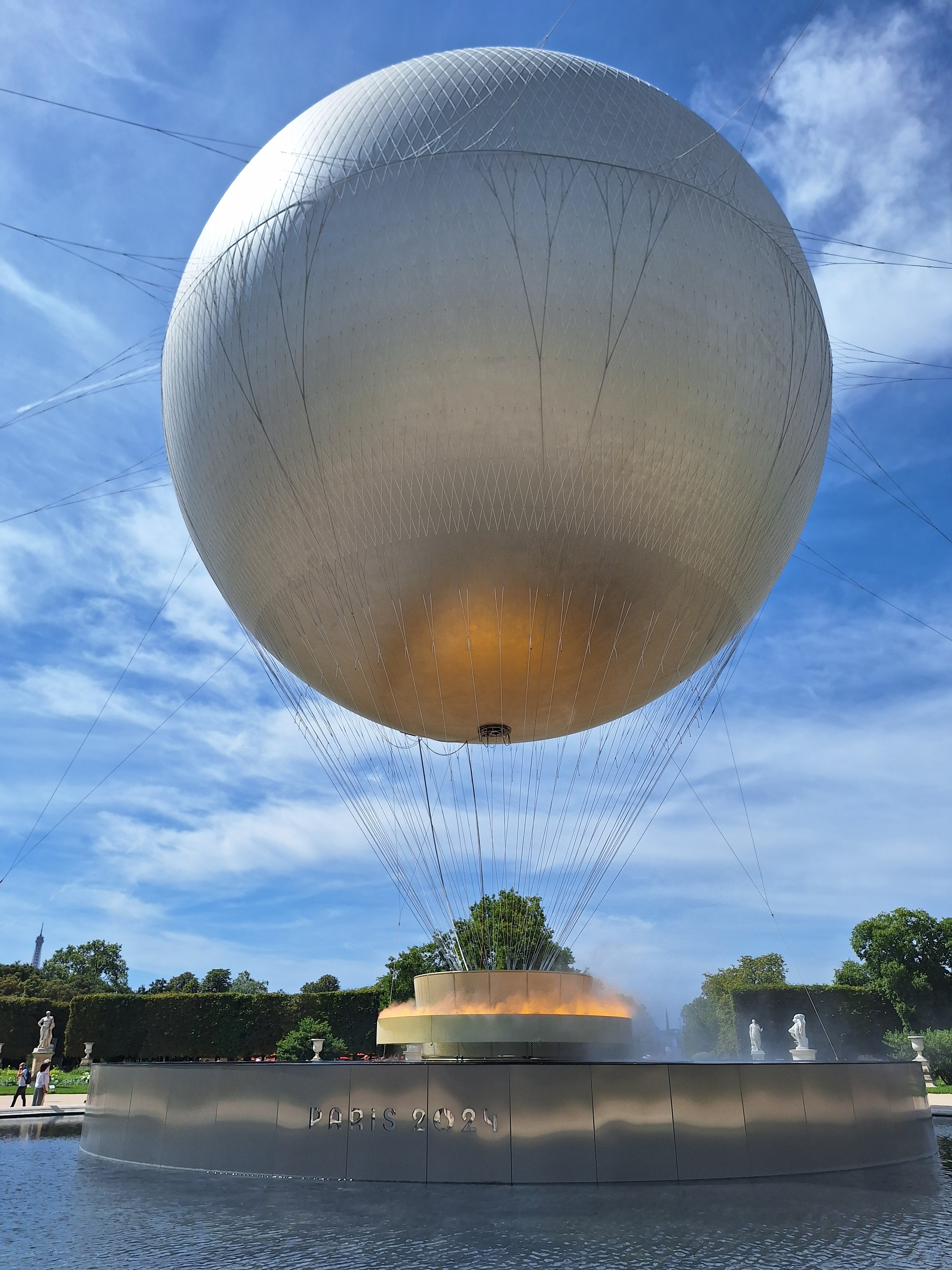
Olympische Flamme 2024

Die Olympische Flamme von Paris 2024 (Vasque de Paris 2024 oder offiziell Vasque des Jeux Olympiques et Paralympiques de Paris 2024) ist ein Objekt, das im Jardin des Tuileries in Paris, Frankreich, als Teil des olympischen Fackellaufs für die Olympischen Sommerspiele 2024 aufgestellt wurde. Sie besteht aus einer kreisförmigen Metallschale und einem Ballon. Ihre brennstofffreie Flamme, die allerdings nicht brennt, sondern von einem Wassernebel erzeugt und mit Strom beleuchtet wird, umgibt die Schale. Die Feuerschale soll Einheit, Innovation und nachhaltiges Denken symbolisieren. Sie ist auch eine Hommage an den ersten Flug in einem Heißluftballon, der 1783 vom Garten der Tuilerien aus unternommen wurde.
Die Installation war an diesem Ort vom 26. Juli bis zum 14. September 2024, dem Tag der Parade der französischen Teilnehmer, eine Woche nach Abschluss der Paralympischen Spiele, in Betrieb. Sie wurde von Mathieu Lehanneur entworfen und erst zur Eröffnungsfeier der Veranstaltung enthüllt.
Seit 2025 wird die olympische Schale jeden Sommer von Mitte Juni (Einweihung am Abend der Fête de la Musique) bis Mitte September (anlässlich des Nationalfeiertags des Sports) im Jardin des Tuileries im Großen Bassin wieder aufgestellt und zwar bis zu den Olympischen Sommerspielen 2028 in Los Angeles. Sie wird von morgens bis abends statisch präsentiert und fliegt bei Einbruch der Dunkelheit.

## Geschichte
Das Organisationskomitee der Olympischen und Paralympischen Sommerspiele 2024 (COJOP) wählte Anfang März 2023 Mathieu Lehanneur für das Design der olympischen Flamme und der olympischen Feuerschale aus. Dies war das erste Mal, dass ein einzelner Künstler gleichzeitig mit diesen beiden symbolischen Elementen beauftragt wurde. Der Betrieb ohne fossile Energie wurde von Électricité de France entwickelt.

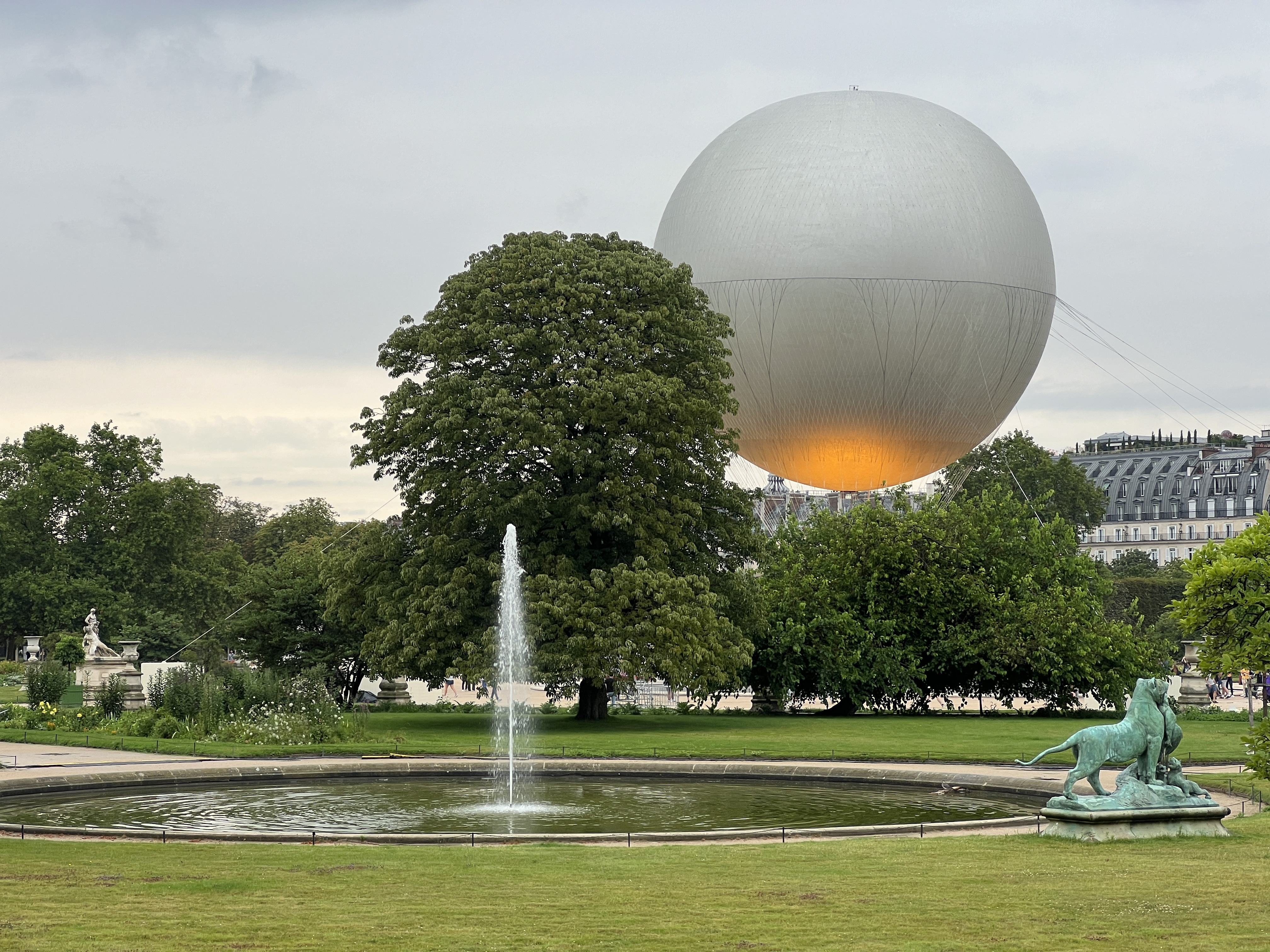
Die Installation in den Tuilerien

Die Wahl des Ortes wurde zunächst unter dem Codenamen „Projekt Ariane“ geheim gehalten. Zunächst wurde der Cour carrée innerhalb des Louvre-Palastes ins Auge gefasst; in der Öffentlichkeit wurde auch der Eiffelturm diskutiert. Ende März 2024 der Tuileriengarten als Austragungsort in Aussicht gestellt. Dieser Ort, der bereits 1783 von Jacques Charles für den ersten freien Flug in einem Gasballon ausgewählt worden war, wurde ausgewählt.
Die letzten Fackelträger waren der Judoka Teddy Riner und die ehemalige Leichtathletin Marie-José Pérec. Sie „entzündeten“ den simulierten riesigen Feuerring in der Feuerschale. Der Gasballon stieg dann in den Himmel und die Sängerin Céline Dion sang die Hymne à l’amour. Am 11. August begann die Abschlussfeier mit dem Lied Sous le ciel de Paris, das Zaho de Sagazan am Fuße der Feuerschale spielte. Die Fackel wurde anschließend gelöscht, während der Schwimmer Léon Marchand eine Laterne mit der olympischen Flamme ergriff, die er schließlich im Stade de France ausblies.
Die Schale beherbergte ab dem 28. August 2024 die paralympische Flamme. Die letzten Fackelträger waren Alexis Hanquinquant, Nantenin Keïta, Charles-Antoine Kouakou, Élodie Lorandi und Fabien Lamirault. Am 8. September 2024 erlosch die Fackel nach und nach; dies bedeutete das Ende der Paralympischen Spiele.

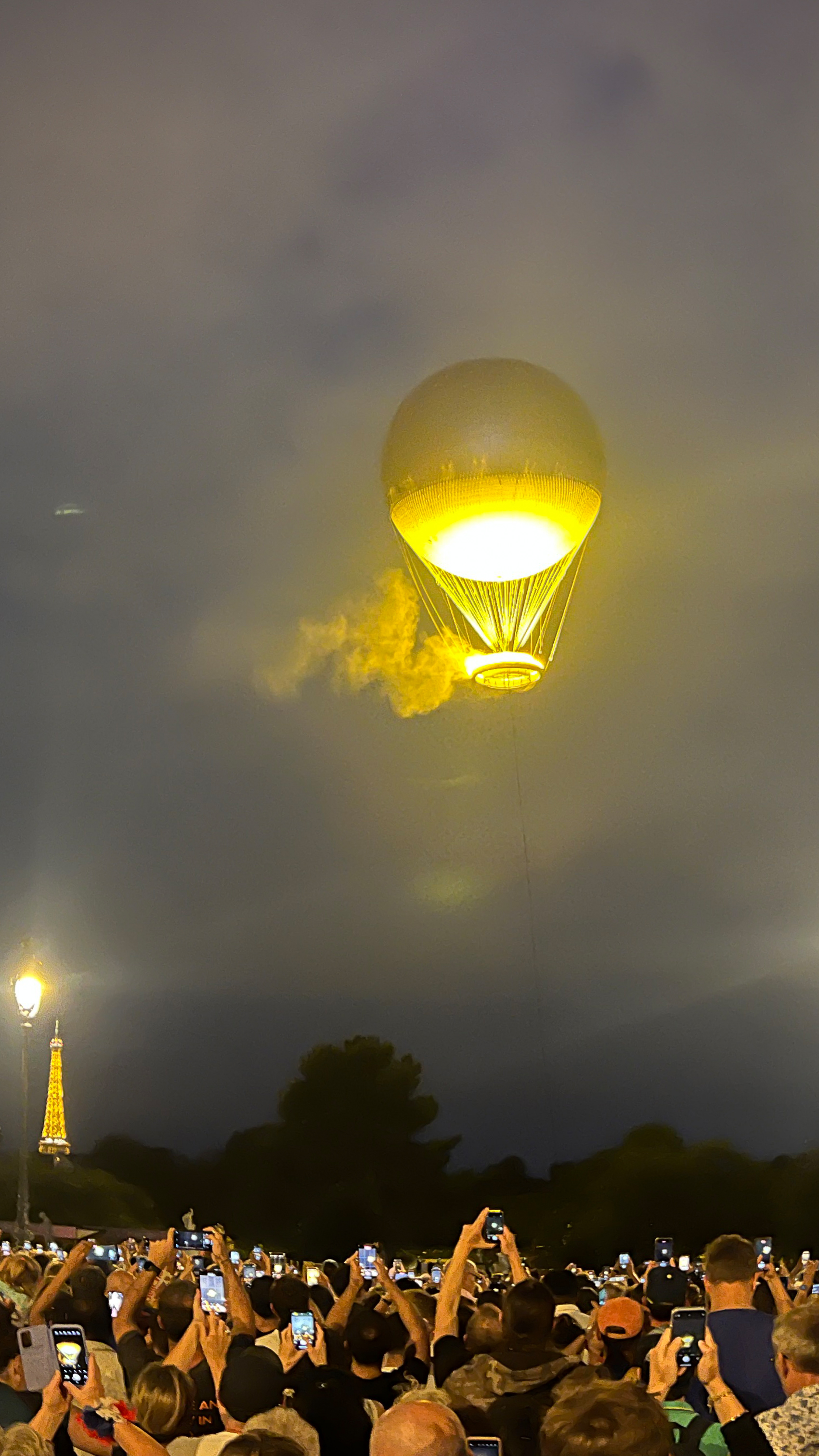
Die Installation bei Nacht

Die Feuerschale erhob sich jeden Tag nach Sonnenuntergang bis 2 Uhr in die Luft. Am 14. September wurde sie während des Konzerts der Championsparade ein letztes Mal angezündet, allerdings in den Farben der Trikolore.
Nach der Eröffnungsfeier der Olympischen Spiele forderte der Designer der Ballschale, Mathieu Lehanneur, am 28. Juli, dass die Installation zu einer dauerhaften Einrichtung werden solle. Der Abbau der Anlage begann am 15. September 2024. Sie wird bis 2028 jeden Sommer wieder im Tuileriengarten aufgestellt, und zwar jeweils vom 23. Juni bis zum 14. September. Emmanuel Macron sagte dazu: „Sie wird jeden Sommer wiederkommen. Von der Fête de la musique über die Fête du sport bis hin zu den Spielen in Los Angeles.“
Die Installation wurde für ihre poetische Symbolik, sein modernes Umweltbewusstsein und die Art und Weise, wie er die französische Geschichte in den globalen Geist der Olympischen Spiele integriert, gelobt. Die Pariser haben ihn als beliebtes Wahrzeichen gelobt und eine Petition eingereicht, um ihn zu einer ständigen Einrichtung zu machen.

## Installation
Es handelt sich um einen großen, mit Helium gefüllten Fesselballon. Die Struktur ist 30 m hoch und hat einen Flammenring mit 7 m Durchmesser. Der Ballon ist mit einem Seil mit dem Boden verbunden und hat einen Durchmesser von 22 Metern. Während seines Fluges steigt er 60 m über den Boden. Die Illusion einer Flamme, die das Verhalten eines Heißluftballons suggeriert, wird aus einem Wasseraerosol und Lichtstrahlen von 40 LED-Scheinwerfern erzeugt, die eine Nebelwolke durchqueren, die von 200 Hochdruck-Nebelgeräten erzeugt wird. Die von EDF entwickelte Technologie wird vollständig elektrisch betrieben und verwendet keine fossilen Brennstoffe. Der Ballon wiederum ist eine eindeutige Referenz an die Montgolfière, eine französische Erfindung. Er wird von dem französischen mittelständischen Unternehmen Aerophile entwickelt, hergestellt und betrieben. 

## Zitat
« Diese absolut neuartige Schale verkörpert den gesamten Geist, den ich den olympischen und paralympischen Objekten verleihen wollte. Sie ist leicht, magisch und verbindend, ein Leuchtturm in der Nacht und eine Sonne, die tagsüber zum Greifen nah ist. Das Feuer, das in ihr brennen wird, wird aus Licht und Wasser bestehen, wie eine Oase der Frische im Herzen des Sommers. Ich habe die Fackel, den Kessel und die Feuerschale als drei Kapitel einer einzigen Geschichte entworfen. Die Feuerschale ist der Epilog und die ultimative Verkörperung dieser Geschichte. »

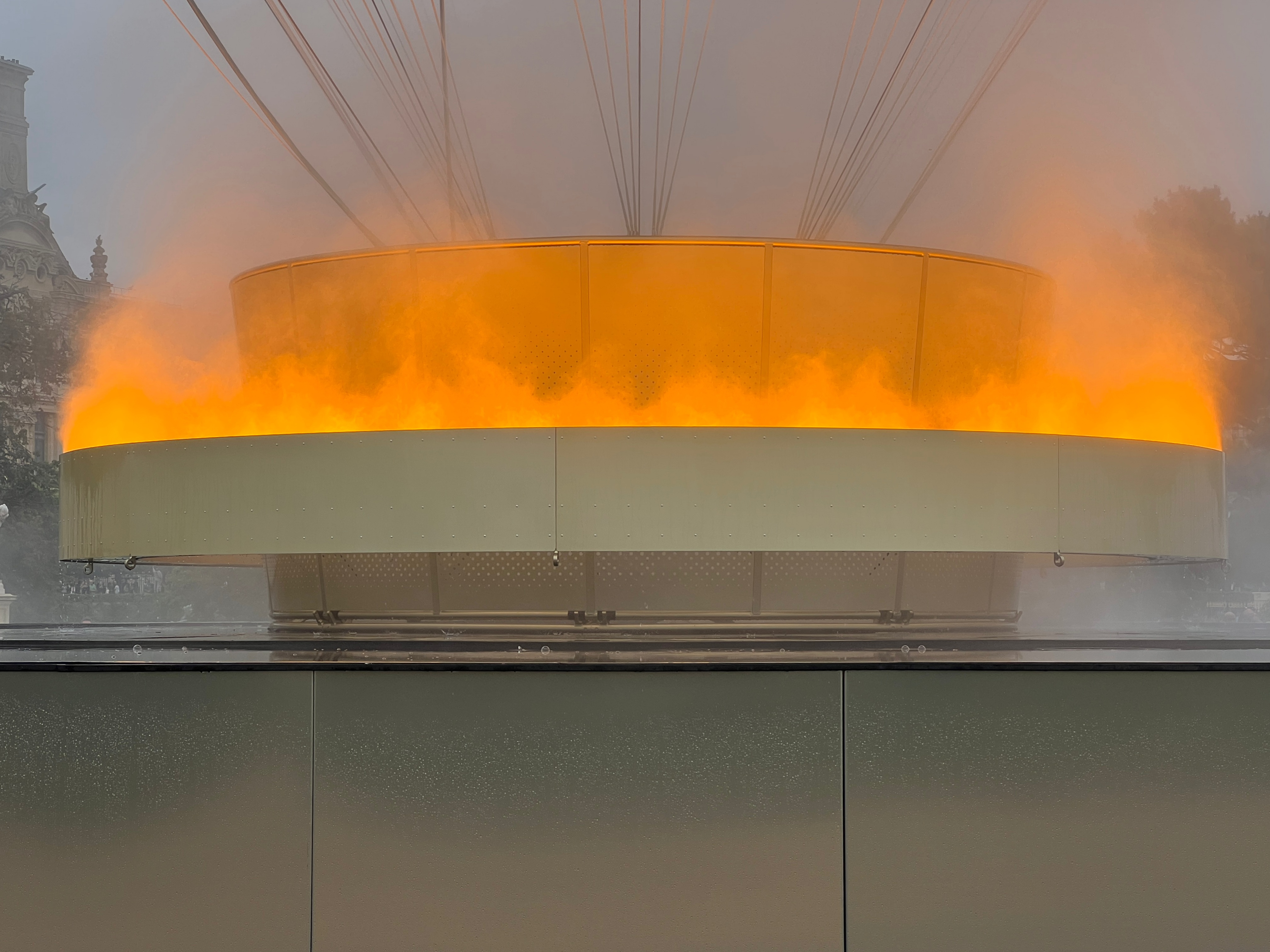
Feuer
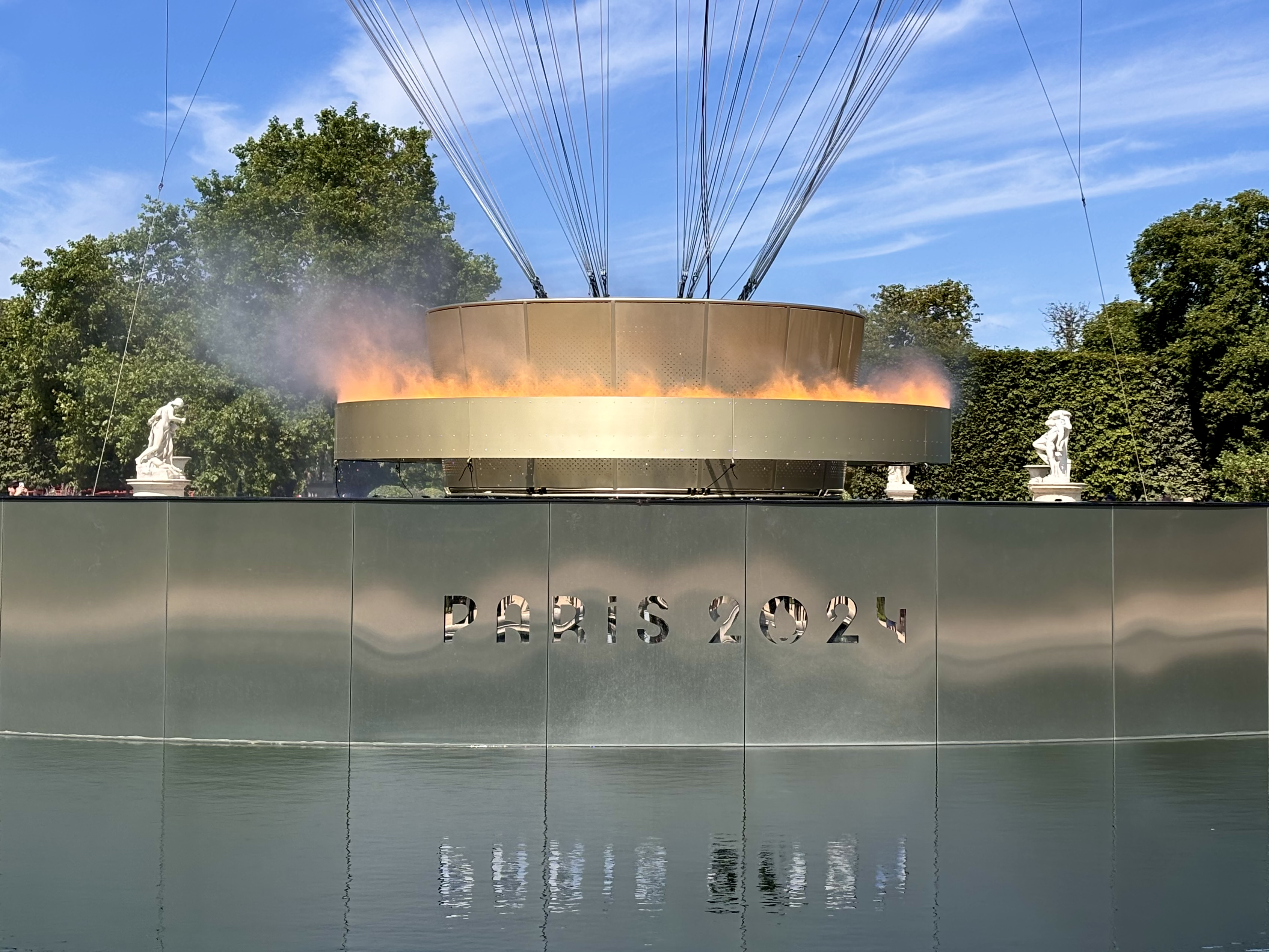
Feuer mit Schale
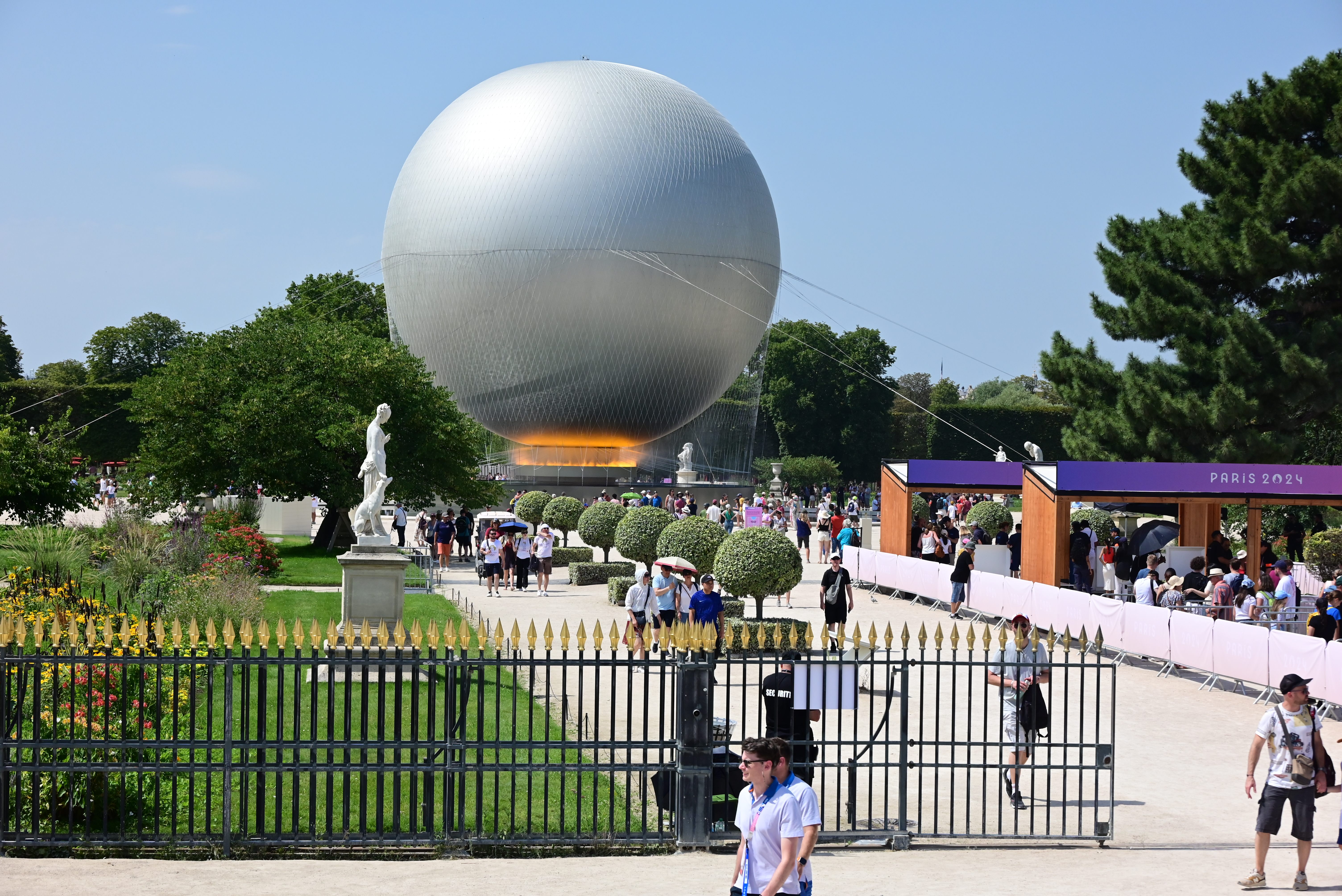
Tuilerien
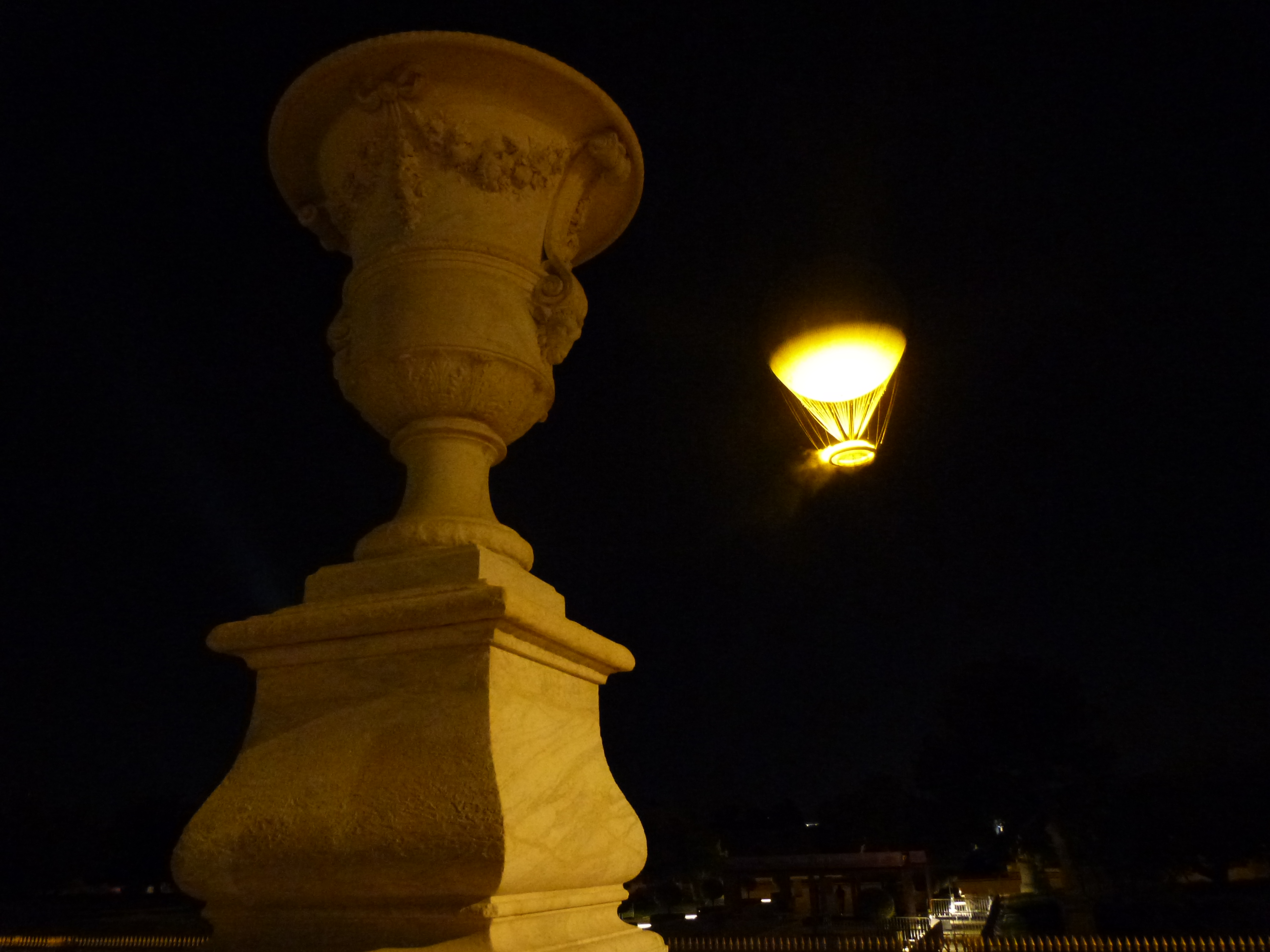
Bei Nacht
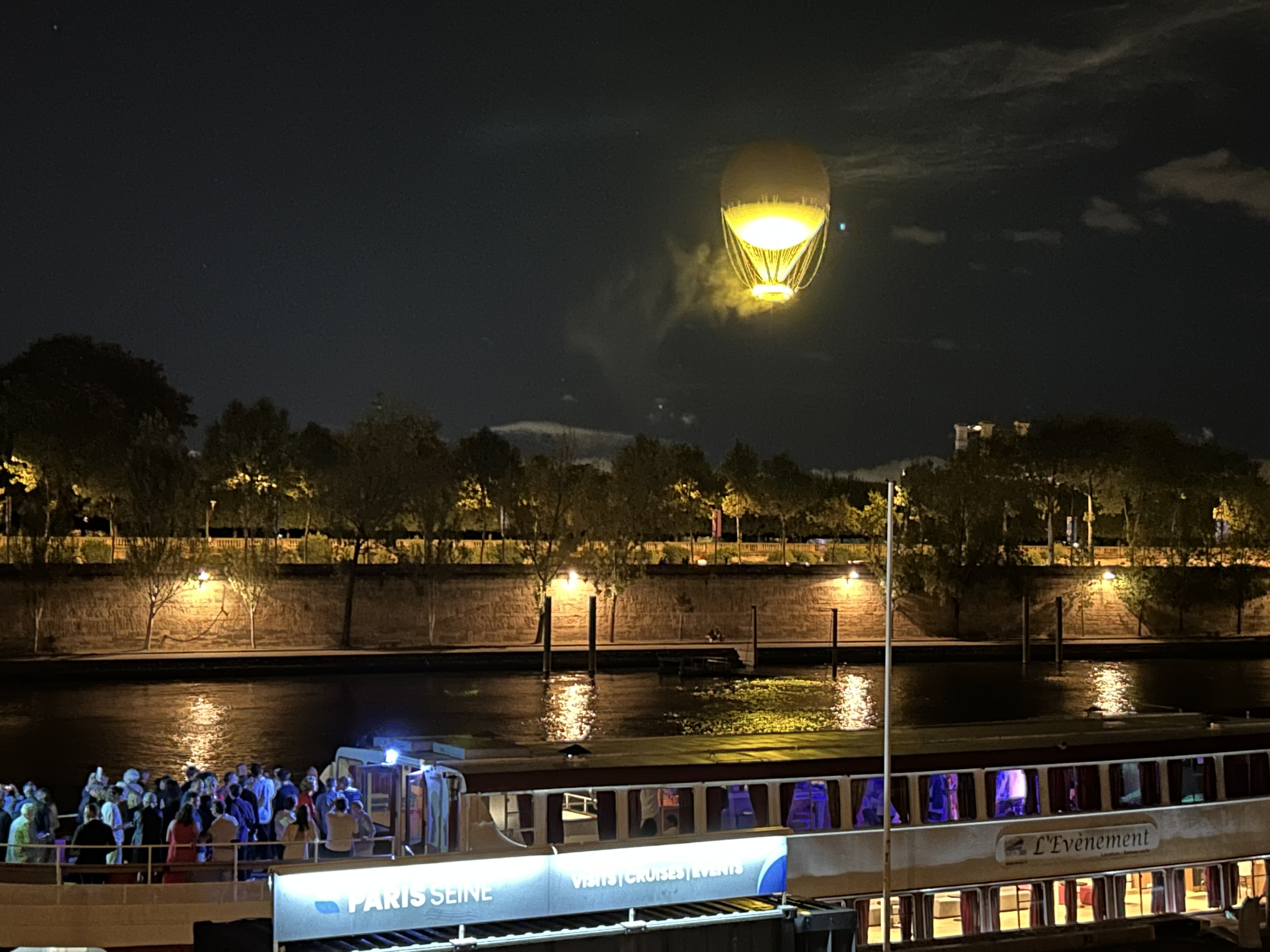
Bei Nacht